# 小池昭彦
小池 昭彦（こいけ あきひこ、1973年4月10日 - ）は、長野県長野市出身の男性の競歩選手である。
1999年世界陸上競技選手権大会の男子50キロメートル競歩、2000年シドニーオリンピックの男子50キロメートル競歩に出場した。 

## 実績
| 年                | 大会                   | 会場                     | 結果              | 補足              |
| Representing 日本 | Representing 日本      | Representing 日本        | Representing 日本 | Representing 日本 |
| ----------------- | ---------------------- | ------------------------ | ----------------- | ----------------- |
| 1999              | World Race Walking Cup | フランス、Mézidon-Canon  | 43rd              | 50 km             |
| 1999              | 世界陸上競技選手権大会 | スペイン、セビリア       | 27th              | 50 km             |
| 2000              | シドニーオリンピック   | オーストラリア、シドニー | DSQ               | 20 km             |

## 参照資料
- 小池昭彦 - ワールドアスレティックスのプロフィール（英語）
- 小池昭彦 - ワールドアスレティックスのプロフィール（英語）
- スポーツ参照